# NGC 2893
NGC 2893 је спирална галаксија у сазвежђу Лав која се налази на NGC листи објеката дубоког неба.
Деклинација објекта је + 29° 32' 25" а ректасцензија 9h 30m 16,9s. Привидна величина (магнитуда) објекта NGC 2893 износи 12,9 а фотографска магнитуда 13,8. Налази се на удаљености од 26,8000 милиона парсека од Сунца. NGC 2893 је још познат и под ознакама UGC 5060, MCG 5-23-5, MK 401, IRAS 09273+2945, CGCG 152-18, KUG 0927+297, PGC 26979.